# Turmöl
Turmöl mit Sitz in Wels ist eine Tankstellenmarke von Orlen. Mit über 260 Tankstellen (Stand: 2022) ist die Diskont-Marke in allen österreichischen Bundesländern außer in Vorarlberg vertreten.
Die Doppler-Gruppe hat in Österreich alle ihre bp-Tankstellen auf die Marke Turmöl umgestellt. Dieser Schritt folgte auf das Ende der Zusammenarbeit zwischen Doppler und bp im Jahr 2021. Sowohl reguläre Tankstellen als auch Autobahnraststätten wurden umbenannt. Die dazugehörigen Shops blieben jedoch größtenteils unter der Leitung von SPAR und Nah & Frisch, während einige Standorte – wie jener in der Linzer Waldeggstraße – weiterhin direkt von Doppler betrieben werden.

## Geschichte
Die Marke Turmöl wurde in den späten 1940er Jahren von der sowjetischen Besatzungsmacht zur Versorgung der Bevölkerung mit Mineralölprodukten gegründet. Zu Beginn firmierte das Unternehmen unter der Bezeichnung Zum roten Turm. Die Sowjets hatten über 300 ehemals deutsche Betriebe mit 60.000 Beschäftigten beschlagnahmt und in eigener Verwaltung weitergeführt. Ein Teil dieser Unternehmen wurde an Strohmänner verkauft, die diese als Treuhänder für die Kommunistische Partei Österreichs (KPÖ) verwalteten. Die Treuhandverträge wurden geheim gehalten. Die Kommunistische Partei trat selbst niemals in ihren Firmen auf. Die Treuhandverträge regelten, dass die Strohmänner „keinerlei vermögensrechtliche Ansprüche welcher Art auch immer“ zu erheben, stets nach den Weisungen der Kommunistischen Partei zu handeln und „alle Gewinne“ an die wahre Eigentümerin abzuliefern hatten. Für diese Strohmannrolle wurde ein attraktives Gehalt bezahlt. Die KPÖ verfügte damit über Finanzmittel in vielfacher Millionenhöhe.
Die verschleierte Eigentümerstruktur der Turmöl wurde 1980 publik. 1979 wollte die KPÖ die Turmöl, deren Wert mit 490 Millionen Schilling (in heutiger Kaufkraft 92 Millionen Euro) angegeben wurde, verkaufen. Die Firma deckte damals 80 Prozent des privaten Heizölbedarfs in Österreich ab und verfügte über ein Netz von 50 Tankstellen. Der Strohmann Martin Maimann weigerte sich jedoch (trotz einer Abfindung von 21 Millionen Schilling) der Transaktion zuzustimmen und erklärte, die Firma gehöre ihm und seine Zahlungen an die KPÖ seien immer freiwillig erfolgt. Die KPÖ gab wegen der Höhe des Wertes ihre Tarnstrategie auf und ging vor Gericht, wo sie im Wesentlichen recht bekam und der Treuhandvertrag im Wesentlichen als gültig betrachtet wurde.

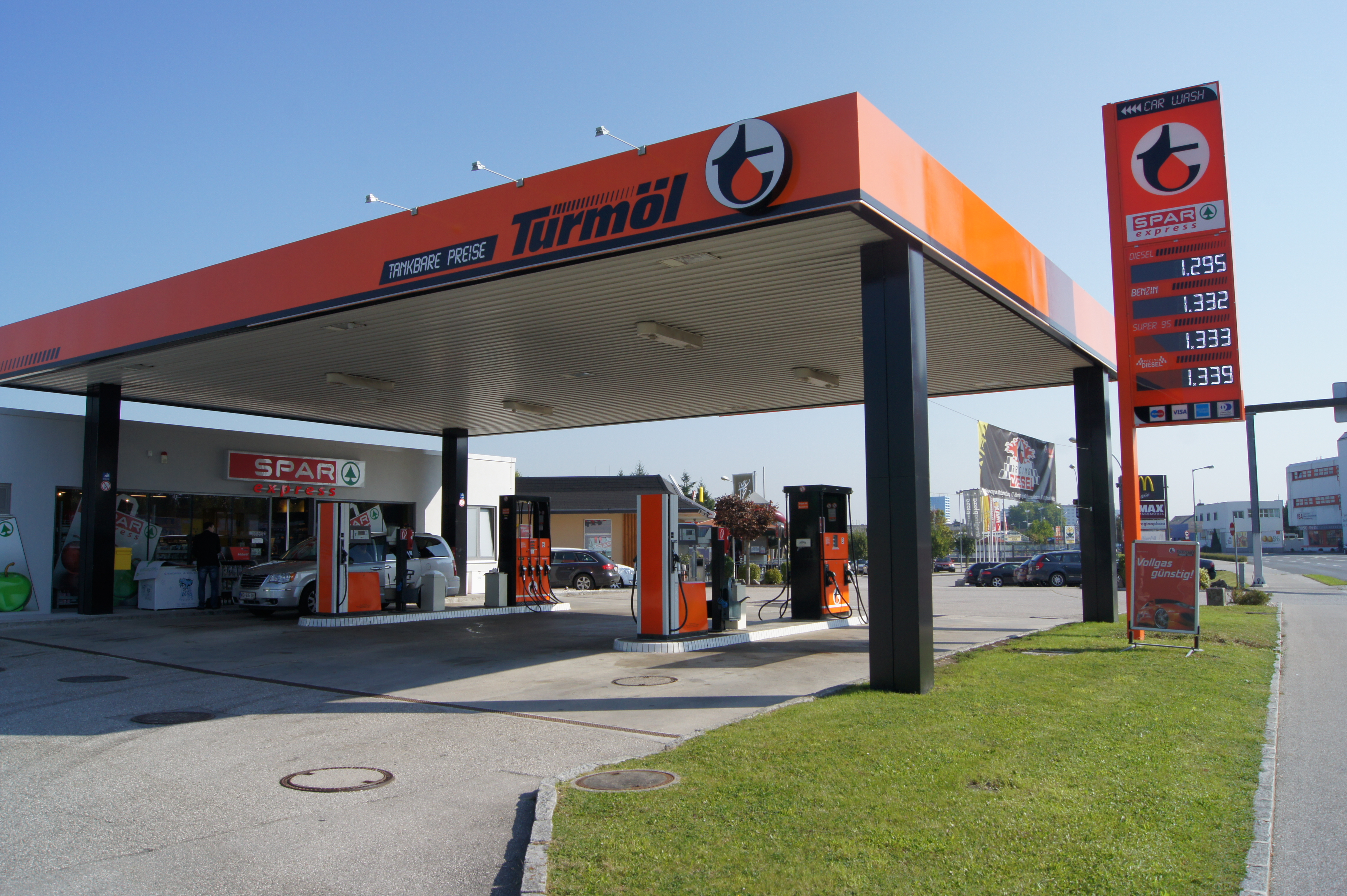
Eine Turmöl-Tankstelle

Im Jahre 2003 wurde Turmöl mit allen bestehenden Tankstellen-Standorten von der Doppler-Gruppe übernommen und als Diskonttankstelle positioniert. 2007 fand ein vollständiger Marken-Relaunch statt. Key-Visual des damaligen Designs war eine sprechende Zapfsäule in unterschiedlichen Varianten.
Ab 2009 startete eine Kooperation mit dem österreichischen Handelsunternehmen Spar. Unter der Marke SPAR express finden sich seither zahlreiche Supermärkte an den Turmöl-Tankstellen. Die Zusammenarbeit wurde Ende 2010 intensiviert und auch auf andere Doppler-Tankstellen umgelegt.
2011 wurde erneut eine Überarbeitung des Markenauftritts vorgenommen. Durch eine Überarbeitung des Logos und den Zusatz „Tankbare Preise“ wird der preisaggressive Anspruch von Turmöl nochmals verstärkt. Weiter wurden 30 Turmöl-Tankstellen (Stand: 25. Juni 2013) auf unbemannte Tankautomaten-Stationen unter der Marke Turmöl Quick umgestellt.
Am 4. Juli 2023 wurde bekannt gegeben, dass die Doppler-Gruppe die Turmöl-Tankstellen, sowie die Marken Turmgas und Turmstrom bzw. Austrocard an den polnischen Mineralölkonzern PKN Orlen vorausgesetzt der Genehmigung durch die Kartellbehörde mit Ende 2023 verkauft.

## Produkte
Turmöl bietet an allen Tankstellen Super Benzin (95 Oktan) und Diesel an. An einigen Standorten ist auch Super plus (98 Oktan) erhältlich.
- Turmöl Racing

Seit 2011 testete die Doppler-Gruppe an 11 Turmöl-Tankstellen Diesel-Treibstoff ohne biogene Beimengung unter der Bezeichnung Turmöl Racing Diesel. Nach Abschluss der Testphase wurde das Angebot auf rund 40 Turmöl-Stationen erweitert. Seit 2013 ist an einigen Turmöl-Tankstellen auch der Treibstoff Turmöl Racing Super 98 erhältlich.
- Pico bello

Unter der Marke Pico bello wird auf einigen Turmöl-Stationen eine Waschanlage betrieben.